# حمله متن آشکار
حملهٔ متن آشکار (به انگلیسی: (Known-plaintext (KPA) یک مدل حمله برای تحلیل رمز است، جایی که مهاجم دارای نمونه‌هایی از متن آشکار (crib هم نامیده می‌شود) و نسخهٔ رمز شدهٔ آن (متن رمز شده) است. این‌ها می‌توانند برای آشکار کردن اطلاعات مخفی بیش تر، از قبیل کلیدهای مخفی و کتاب‌های کد استفاده شوند. واژه "crib" از پارک بلچلی، حین عملیات رمزگشایی انگلیس در جنگ جهانی دوم برگرفته شده‌است.

## تاریخچه
استفاده از "crib" از اصطلاحی عامیانه با اشاره به تقلب اقتباس شده‌است. برای مثال: "من جوابم را از روی برگه امتحانی تو تقلب کردم". واژهٔ “crib” در ابتدا ترجمهٔ تحت‌اللفظی یا مدرج در میان سطور یک متن به زبان خارجی- معمولاً لاتین یا یونانی- بوده که امکان ترجمهٔ آن از زبان اصلی توسط دانشجویان، وجود دارد.
ایدهٔ واژهٔ crib این است که تحلیل گران رمز به دنبال یک متن رمز شدهٔ مختصر بودند. اما اگر آنها دارای سرنخی در مورد بعضی از کلمات یا عبارات مورد انتظار در متن رمز شده بودند، آنها دارای "wedge"ی خواهند بود که آزمونی برای شکستن آن است. اگر حملات تصادفی دیگر آنها روی رمز مدیریت شده با زمان، کلمات یا (به طور بهتر) عبارات مورد نظر را تولید کند، می‌دانند که ممکن است در یک مسیر درست باشند. زمانی که این کلمه‌ها یا عبارات ظاهر شد، آنها تنظیمات مورد استفاده برای آشکار کردن کل پیام رمز شده برای رسیدن به نتیجهٔ قابل قبول را تغذیه می‌کنند.
در مورد انیگما، فرماندهی عالی آلمان دررابطه با امنیت کلی سیستم انیگما خیلی دقیق بود و مشکل احتمالیcribها را فهمیده بود. از سوی دیگر، اپراتورهای سنگر روز به روز دقتشان کمتر می‌شد. تیم پارک Bletchley بعضی از متون آشکار را بر اساس زمانی که پیام ارسال می‌شد، حدس زد. برای نمونه، هرروز در زمان‌های مشابه، گزارش هوای روزانه توسط آلمان‌ها ارسال می‌شد. به علت سبک نظامی گزارش‌های ارتشی، گزارش شامل کلمهٔ Wetter (به زبان آلمانی برای "هوا") در محل یکسانی درون هر پیام بود و با فهمیدن شرایط هوای محلی کمک خوبی را به انگلیس برای حدس زدن قسمت‌های دیگر متن آشکار می‌کرد. نمونهٔ دیگر افسر سپاه آفریقا بود که کمک شایانی را با ارسال "هیچ چیز برای گزارش" کرد. همچنین اپراتورهای دیگر ابتدا و مقدمهٔ گزارش‌ها را ارسال می‌کردند.
در جنگ جهانی دوم، در پارک Bletchley تلاش‌های زیادی برای استفاده و حتی فشار به آلمان‌ها برای تولید پیام‌هایی با متن آشکار شد. برای مثال، زمانی که cribها وجود نداشتند، پارک Bletchley گاهی اوقات، از نیروی هوایی سلطنتی برای "جستجوی" یک ناحیهٔ مین گذاری شده در دریای شمال، درخواست می‌کرد. (فرایندی با عنوان درختکاری که توسط منبع مشهود شناخته می‌شود). پیام‌های Enigmaای که به سرعت ارسال می‌شد، به احتمال فراوان شامل نام منطقه یا پناهگاهی بود که توسط میدان‌های مین مورد تهدید قرار می‌گرفتند.
هنگامی که یک اسیر آلمانی تحت بازپرسی‌ها فاش کرد که اپراتورهای انیگما برای رمزنگاری اعداد، با استفاده از هجی کردن آنها آموزش دیده بودند، آلن تورینگ پیام‌های رمزگشایی شده را مورد بازبینی قرار داد و پی برد که رقم یک ("ein") در ۹۰% از پیام‌ها ظاهر شده‌است. او فرایند crib و ایجاد کاتالوگ einها را مکانیزه کرد تا فرض شود که "ein"ها در تمام موقعیت‌ها، در متن آشکار،
رمزنگاری شده‌است. کاتالوگ شامل هر موقعیت ممکنی از روترهای مختلف، موقعیت‌های شروع و تنظیمات کلیدی انیگما بود.
کمیتهٔ رمزنگاری لهستانی هم از "cribها" در "روش ANX" قبل از جنگ جهانی دوم بهره برداری کرده بود.(استفاده از "ANX" آلمان‌ها، آلمان برای "to" به دنبال “X” به عنوان یک جداکننده.)
رمزنگاری‌های کلاسیک نوعاً در مقابله با حملات متن آشکار آسیب پذیر هستند. برای نمونه، یک رمز سزار می‌تواند با استفاده از یک کلمهٔ متناظر متن آشکار و متن رمز شده، به کلی رمزگشایی شود. یک رمز جانشینی تک الفبایی عمومی در صورت نبود ۲۶ جفت مجزا، به چندین جفت ویژگی و بعضی حدسیات احتیاج دارد.

## زمان حاضر
رمزنگاری‌های مدرن از قبیل استاندارد رمزنگاری پیشرفته، در حال حاضر نسبت به حملات متن آشکار در معرض خطر نیستند.
رمز جریانی PKZIP مورد استفادهٔ نسخه‌های قدیمی تر با مشخصهٔ فرمت فشرده، مستعد ابتلا به این حمله‌است. برای مثال، یک حمله کننده با یک فایل فشردهٔ رمز شده، فقط احتیاج به بخشی از یک فایل رمز نشده موجود درآرشیو دارد تا "known-plaintext" را تشکیل دهد. سپس با استفاده از بعضی از نرم‌افزارهای موجود دردسترس عموم، آن‌ها می‌توانند به سرعت کلید مورد نیاز برای رمزگشایی کل آرشیو را برآورد کنند. برای به دست آوردن چنین فایل رمزنشده‌ای، حمله کننده می‌تواند وب سایت را برای یک فایل مناسب و به دردبخور جستجو کند، آن را از آرشیو دیگری که می‌توانند باز کنند، پیدا کند یا به طور دستی با تجهیز به دانش نام فایل، برای بازسازی یک فایل متن آشکار از آرشیو رمز شده تلاش کند. با این حال، این حمله بر روی فایل¬های ZIP AES کار نمی‌کند.